# ایگالوک

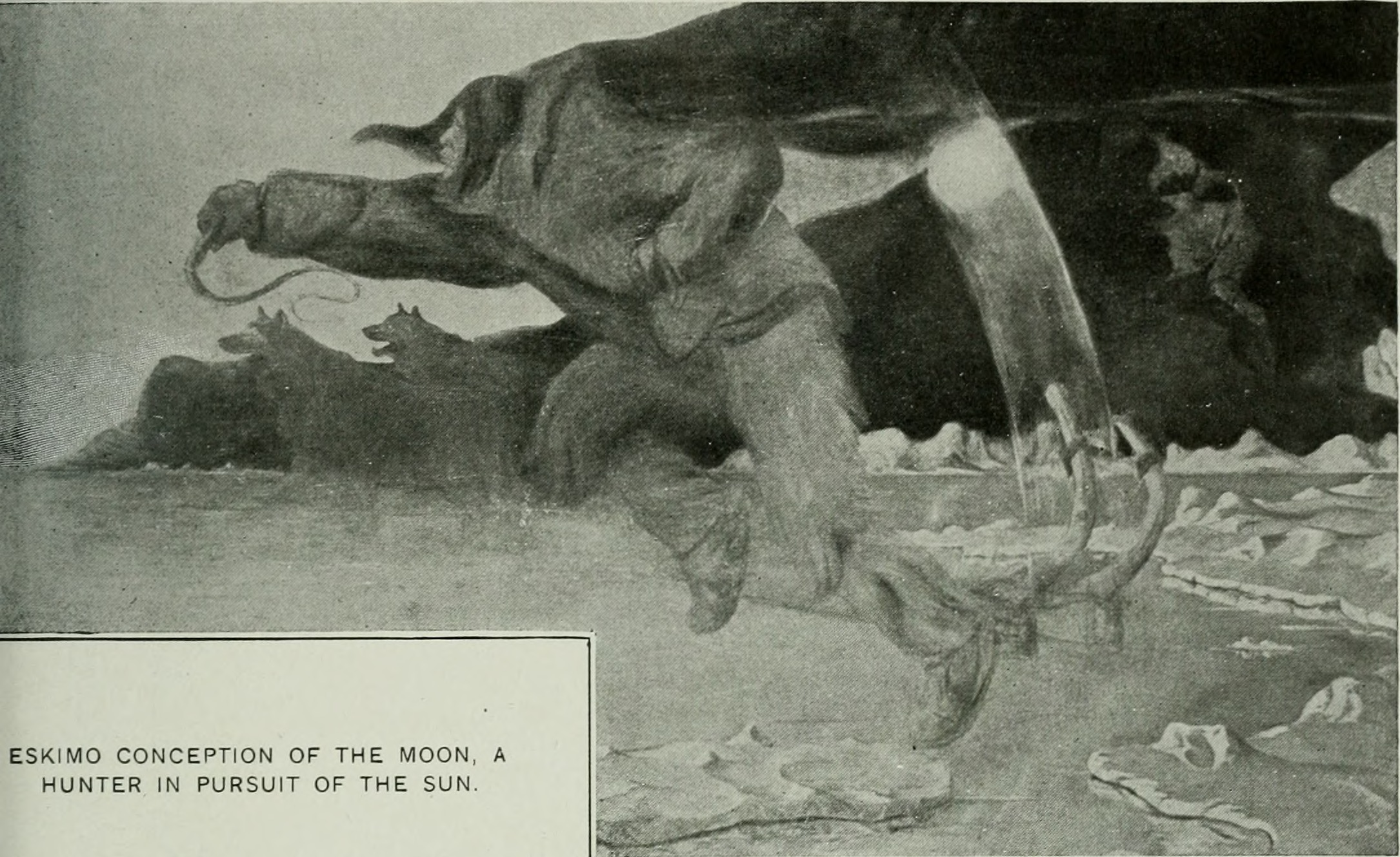
جلوه‌ای از ایگالوک

ایگالوک در اساطیر اینویی، ایزد ماه و برادر خورشید (مالینا) که یکی از قدرتمندترین ایزدان پانتئون به‌شمار می‌رود. در گرینلند او تحت عنوان آنینگان شناخته می‌شود.

## افسانه
بر طبق اساطیر اینویی، ایگالوک و خواهرش مالینا در یک روستا زندگی می‌کردند. آن‌ها در دوران جوانی بسیار صمیمی بودند، اما با گذشت زمان از یکدیگر جدا شدند و در خانه‌هایی مخصوص مردان و زنان زندگی کردند. در یکی از روزها، زمانی که ایگالوک در حال تماشای زنان بود، متوجه شد که خواهرش مالینا زیباترین آن‌هاست. بدین سبب شب هنگام، زمانی که همه در خواب بودند، مخفیانه به محل سکونت زنان رفته و خود را به او تحمیل کرد. به دلیل تاریکی هوا، مالینا قادر به تشخیص هویت مهاجم نشد، اما شب بعد، وقتی همین اتفاق دوباره رخ داد، دست‌هایش را با دوده چراغ آغشته کرد و به صورت آنینگان مالید. پس از آن، چراغی به دست گرفت و از طریق نورگیر سقف به خانهٔ مردان نگاه کرد. او متعجب شد از اینکه فردی را که یافته بود ایگالوک، برادر خود بود. سپس مالینا چاقویی را تیز نمود و سینه‌هایش را با آن برید. آن‌ها را در کاسه‌ای قرار داد، به سمت منزل مردان حرکت کرد و آن را به ایگالوک پیشکش کرد، و به او گفت: «اگر تا این اندازه از من لذت می‌بری، پس اینها را بخور». سپس مشعل را برداشت و از در به بیرون فرار کرد. ایگالوک نیز مشعل به دست دنبالش رفت و از آن جهت که قدم‌های مالینا آغشته به خون بود به راحتی توانست مسیر او را دنبال کند. اگرچه ایگالوک در بین راه دچار لغزش شد و مشعل از دستش رها شد، اما در نهایت به خواهرش رسید و آن دو تا اندازه‌ای سریع دویدند که به آسمان رسیدند و به ماه و خورشید تبدیل گشتند.